# Vic Temmerman
Vic Temmerman (Overmere, 13 augustus 1924- Dendermonde, 17 januari 2018) was een Belgische restaurator en beeldhouwer. Hij was daarnaast ook decennialang actief als docent vormgeving en beeldhouwkunst in binnen- en buitenland.

## Carrière
Hij volgde in de periode 1942-1949 sierkunsten en aggregaat hoger onderwijs aan het Sint-Lucasinstituut in Gent. Daarna was hij van 1949 tot 1951 meester-beeldhouwer in het Atelier voor beeldhouwkunst (Harry Elstrøm) aan de Hogeschool Sint-Lukas in Brussel.
Vanaf de jaren 50 gaf hij les in Sint-Lucas Gent. In 1954 gaf hij er onderwijs voor sociale promotie. Van 1955 tot 1965 was hij er docent vormleer en vormgeving aan de departementen architectuur en beeldende kunsten en van 1955 tot 1989 was hij er ook docent beeldhouwkunst.
In 1962 was hij gastdocent aan de Kansas State University in de VS. Terug in België doceerde hij van 1963 tot 1966 "basic design" aan het departement architectuur van de Sint-Lucas Hogescholen. Eind jaren 60 keerde hij terug naar de Kansas State Univesity, waar hij in 1969-1970 studeerde voor een masters degree architecture. In 1969 was hij er Associate Professor aan het departement Visual Arts en van 1968 tot 1971/72 was hij ook voltijds professor aan een andere universiteit in Kansas, de University of Kansas in Lawrence.
Daarna keerde hij terug naar België, waar hij van 1972 tot 1989 professor was aan de Hogeschool voor Wetenschap en Kunst Sint-Lucas Gent-Brussel. In 1973 won hij een internationale wedstrijd voor een monument dat over de verkeerswisselaar van Zwijnaarde, de kruising van de E5 met de E3 (nu de E17), zou komen, maar door administratieve en budgettaire problemen werd dit uiteindelijk niet gerealiseerd. Van 1975 tot 1989 had hij de algemene leiding binnen de Belgische organisatie "Pro Peyresq" van de zomeruniversiteit in het Zuid-Franse Peyresq, een vervallen dorpje in de gemeente Thorame-Haute, dat men heropbouwde. Hij gaf er cursussen architectuur, restauratie en design. Van 1982 tot 1985 was hij lid van de werkgroep "Architectuur Derde Wereld" aan de Universiteit Gent.
Hij deed talloze studiereizen, onder meer naar Denemarken, Duitsland, Engeland, Frankrijk, Italië (Carrara), Zuid-Amerika, Nederland, Spanje, Verenigde Staten en Zwitserland.
In 2010 verscheen een biografie van Vic Temmerman, geschreven door Willem Elias, met een voorwoord van Karel De Gucht.

## Prijzen
- 1958: prijs "Civitas Dei" voor het paviljoen van het Vaticaan ter gelegenheid van Expo 58 in Brussel
- 1959: eerste prijs "Internationale wedstrijd Religieuze kunst van Hasselt"
- 1960: eerste prijs in een tentoonstelling in Brugge
- 1971: NASA in Cape Canaveral: "Monument voor een Monument" (nooit uitgevoerd)
- 1973: eerste prijs Internationale wedstrijd "Monument E3" (nu E17), in samenwerking met de architecten Jan Van den Bogaerde en Jos Van Driessche en het ingenieursbureau Mas.
- 2008: Derde Cultuurprijs van Berlare

## Tentoonstellingen
- 1960: Brugge (eerste solotentoonstelling)
- 1961: Brussel
- 1961: Gent (in de Caleidoscoop)
- 1961: Leuven
- 1962: Rijsel
- 1975: Gent
- 2008: Berlare (in De Stroming)

## Werken
- Buitenaltaar "De Evangelisten", in 1966 geschonken aan bedevaartplaats van Bareldonk
- Herdenkingsmonument ter ere van Adolf Papeleu in Wetteren
- 2 van de 8 beelden bovenaan buiten aan de toren van de Sint-Niklaaskerk van Gent
- Restauratie Sint-Pieter en Paulusabdij van Dendermonde
- Christusfiguur voor de Christus Koningkerk in Hasselt
- "Bootsignaal" ontworpen voor de rotonde op de N445 / Donklaan die naar het Donkmeer leidt
- "Het laatste blad", "Houtakker", "Paus", "Stemvork", "Schroeffontein" en "Uitbergen brug", 6 werken die in zijn privétuin stonden en na zijn dood door zijn familie geschonken werden aan de gemeente, die ze een plaats gaf in het "Boerenkrijgpark", de vroegere tuin van het oud-gemeentehuis van Overmere.

- International Standard Name Identifier: 0000 0003 5604 7003
- Library of Congress Control Number: n2011055222
- RKD-Nederlands Instituut voor Kunstgeschiedenis: 100234
- Virtual International Authority File: 177187362
- WorldCat: E39PBJyhjyBT8x6dKkxvT3MXVC